# Šichan
Šichan (Шихан) je název izolovaného vrchu na Urale. Název pochází z čuvašského slova шăхан (signální trubka). Šichany jsou pozůstatky mořských útesů z období permu a nacházejí se na nich mnohé fosilie.
Nejznámější jsou tři (původně čtyři) šichany v Baškortostánu, které byly nominovány na seznam Sedm divů Ruska. Jmenují se Toratau, Šachtau, Juraktau a Kuštau a nacházejí se podél řeky Bělé u měst Sterlitamak, Išimbaj a Salavat. Jsou výraznými krajinnými dominantami a vyznačují se sklonem svahů okolo třiceti stupňů.
Šichan Šachtau byl zničen těžbou vápence, která byla zahájena v padesátých letech dvacátého století.

## Fotogalerie

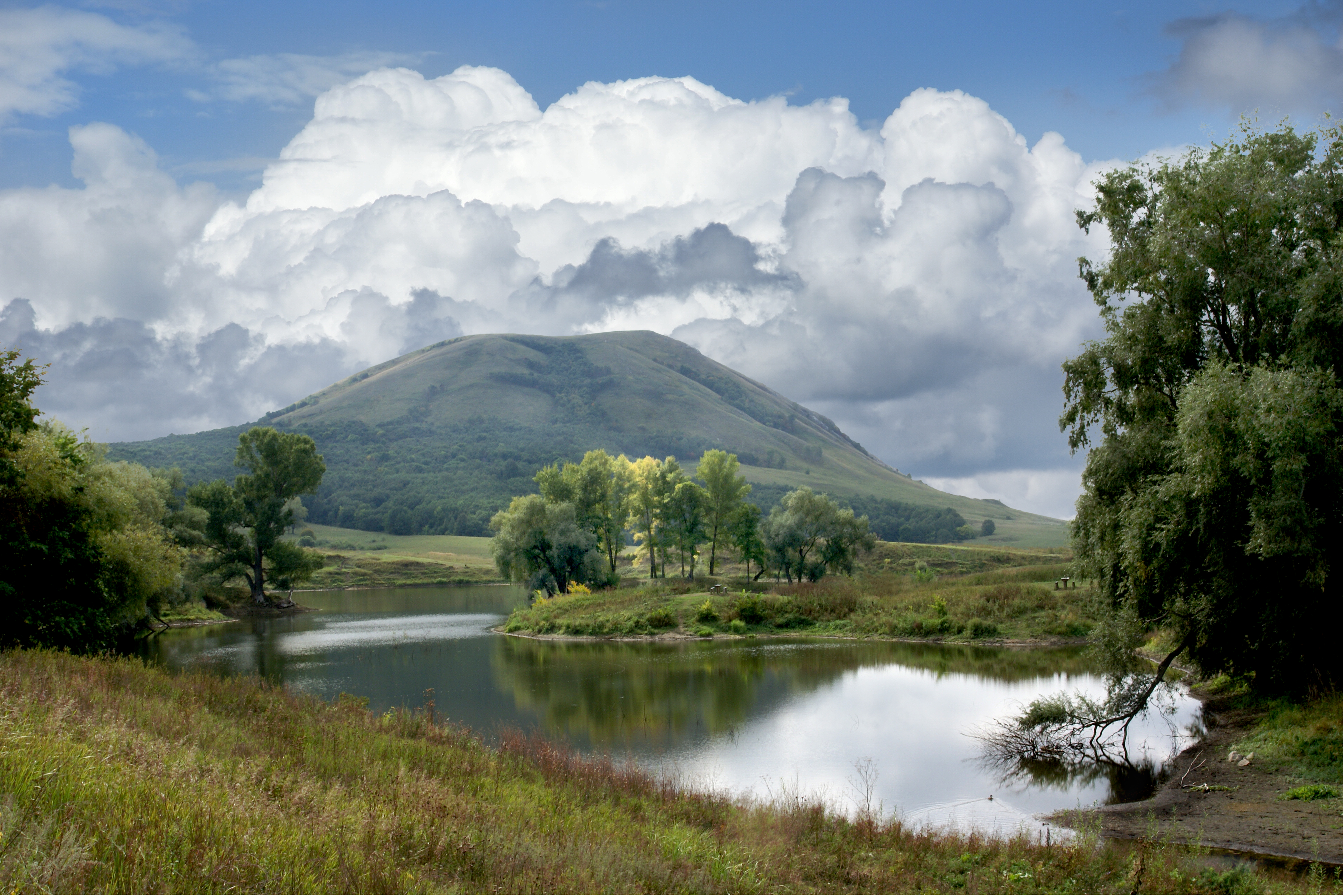
Toratau
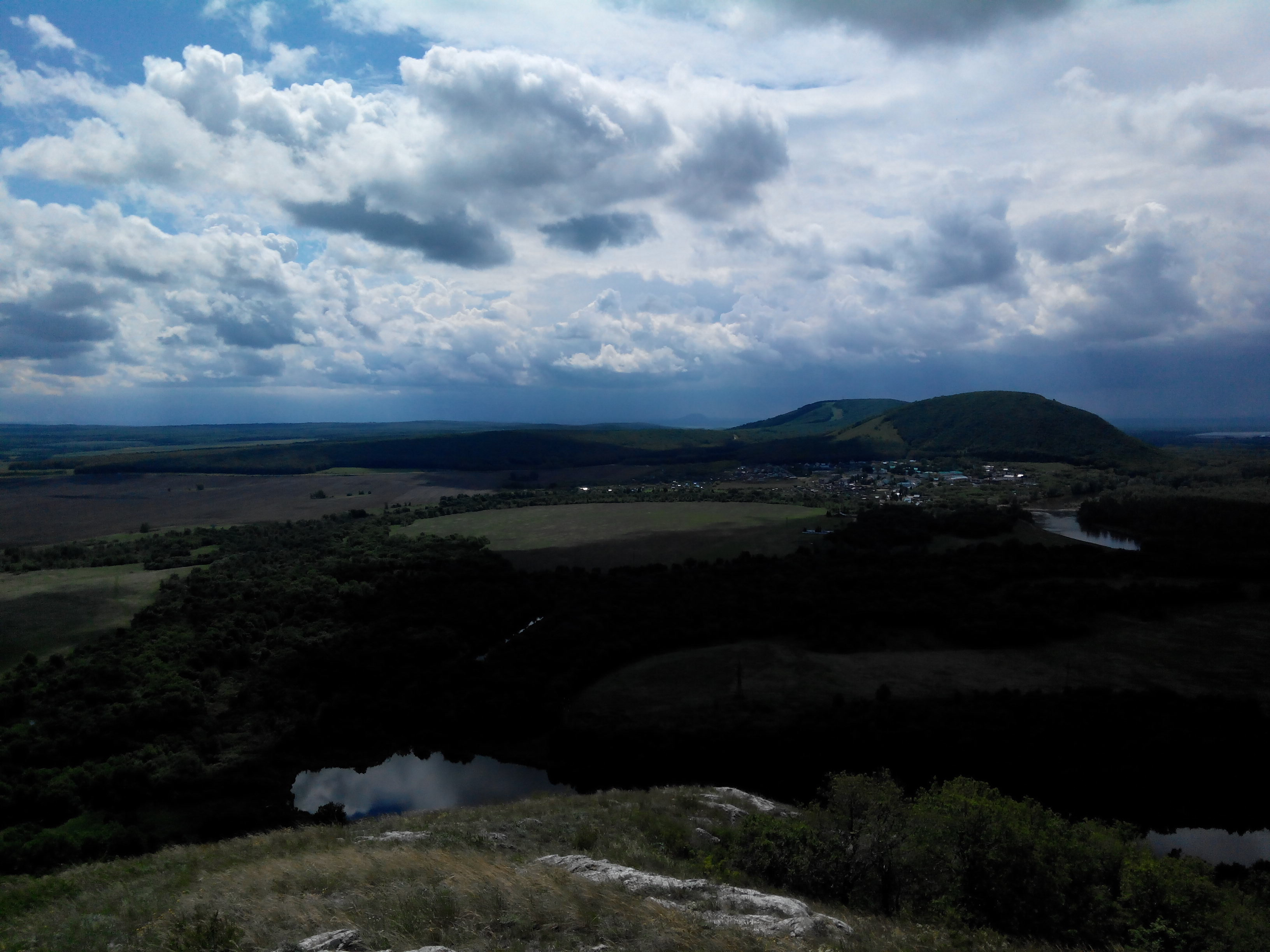
Kuštau
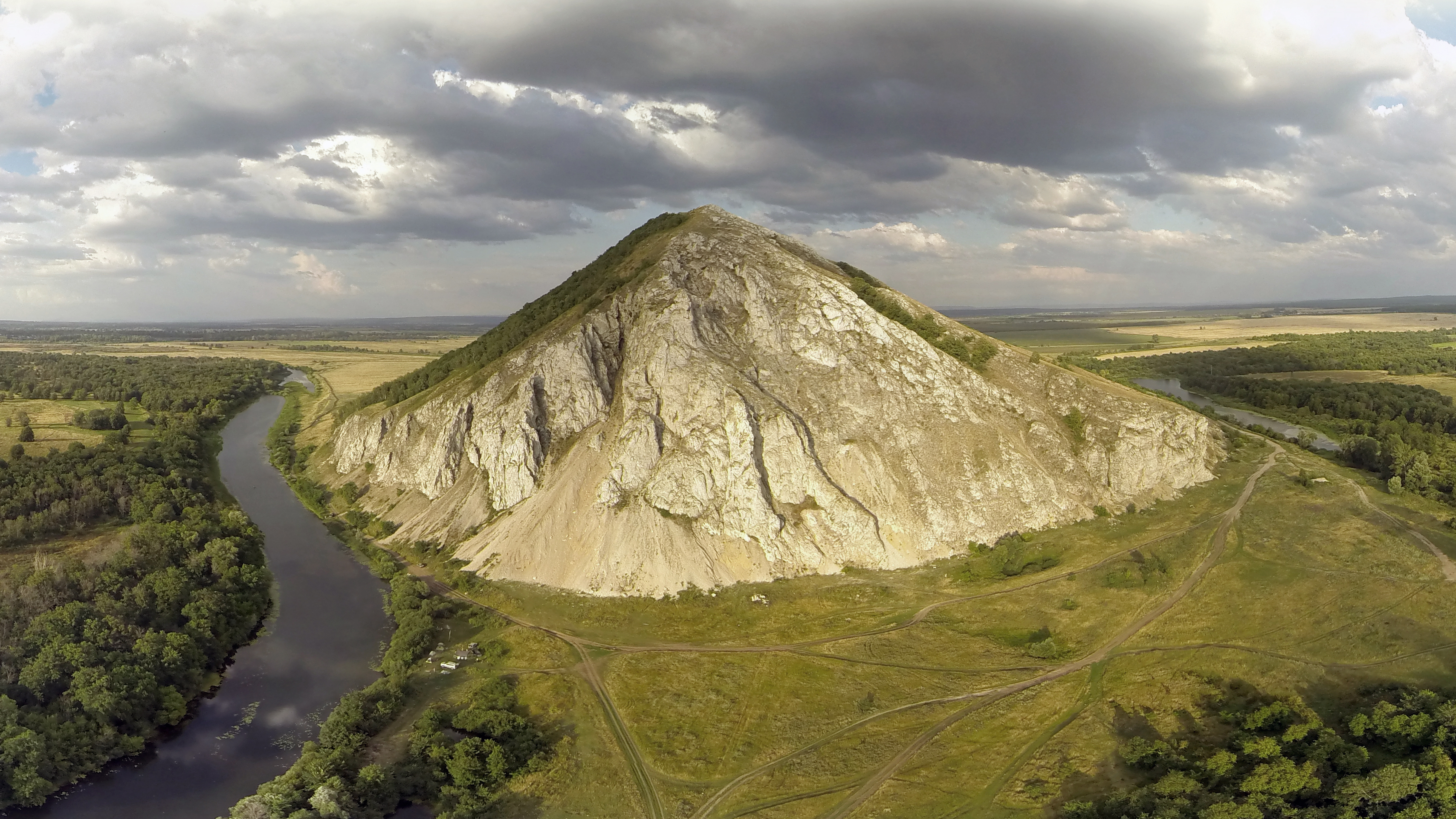
Juraktau
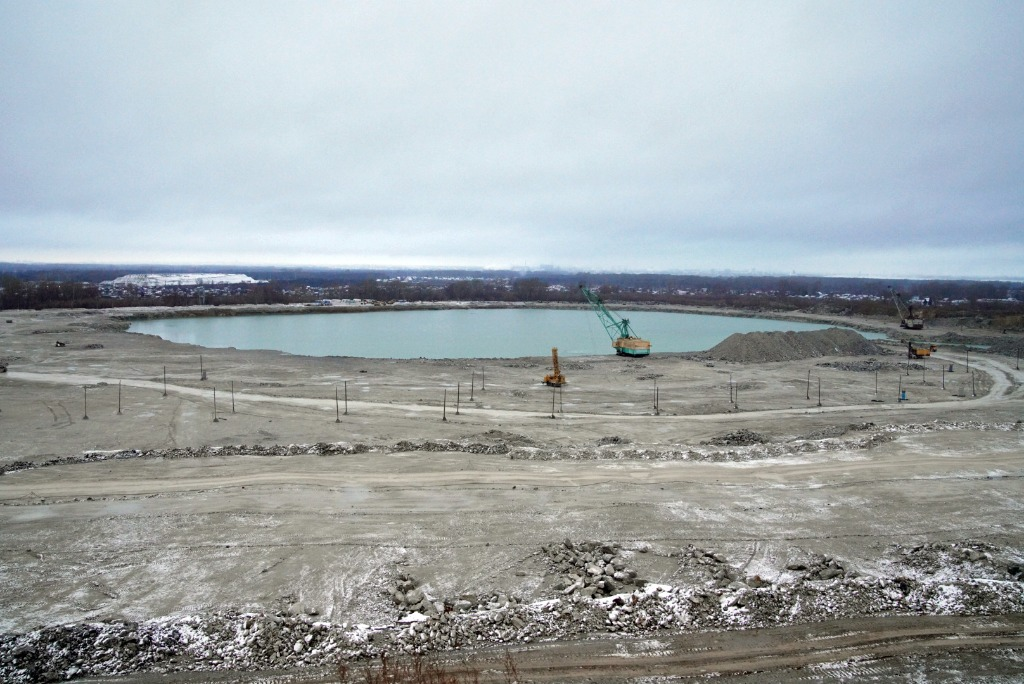
Šachtau